# Tesla Model S
De Tesla Model S is een Amerikaanse elektrische auto van het merk Tesla.
Deze sedan is in de Verenigde Staten in juni 2012 op de markt verschenen. Het achterwielaangedreven basismodel 75 heeft een actieradius van 480 km en kan in 4,6 seconden optrekken naar 100 kilometer per uur. De P100D, op dit moment de snelste uitvoering, trekt op naar 100 kilometer per uur in 2,6 seconden en is daarmee de snelst optrekkende sedan ter wereld. Dit Model S, met 100kWh accu, heeft een geschat NEDC-bereik van 613 kilometer. 
Het Europese distributiecentrum is gevestigd in Tilburg. Sinds de introductie heeft het Model S in Nederland een bescheiden, maar groeiend, marktaandeel: van 1.195 verkochte exemplaren in 2013, groeide de verkoop naar 1.468 stuks in 2014, 1.891 in 2015 en 2.149 in 2016. Met in 2018 een geschat aantal van 5622 Tesla's (enkel model S).
De software van Tesla's wordt periodiek draadloos geüpgraded. Tesla vraagt bij elke upgrade toestemming de camera- en radargegevens te mogen gebruiken om het autonoom autorijden te verbeteren voor toekomstige wagens.

## Opties
|                      | Standard                                         | Standard                                         | Performance                                                       |
| 70 kW·h              | 85 & 90 kW·h                                     | 85 & 90 kW·h                                     |                                                                   |
| -------------------- | ------------------------------------------------ | ------------------------------------------------ | ----------------------------------------------------------------- |
| Actieradius          | 370 km (Tesla Motors) 390 km (NEDC) 335 km (EPA) | 480 km (Tesla Motors) 502 km (NEDC) 426 km (EPA) | 480 km (Tesla Motors) 502 km (NEDC) 426 km (EPA)                  |
| Max. vermogen        | 225 kW (302 pk) bij 5000-8000 rpm                | 270 kW (362 pk) bij 6000-9500 rpm                | 569 kW (773 pk) (P90D)                                            |
| Max. koppel          | 430 Nm bij 0-5000 rpm                            | 440 Nm bij 0-5800 rpm                            | 600 Nm (P85) / 931 Nm (P85D) (1170 Nm onofficieel) bij 0-5100 rpm |
| 0-60 mph (0–97 km/h) | 5,9 s                                            | 5,4 s                                            | 3,0 s (P90D)                                                      |
| Max. snelheid        | 225 km/uur                                       | 250 km/uur                                       | 250 km/uur                                                        |

## Supercharger
Tesla bouwt wereldwijd een netwerk van eigen snellaadstations Superchargers genaamd. Bij een Supercharger kan in 30 minuten zo'n 270 kilometer actieradius geladen worden. In juli 2014 waren er wereldwijd 125 Supercharger-stations, najaar 2016 waren dit er bijna 700 met in totaal ruim 4.250 Superchargers. In februari 2020 waren er 1870 Supercharger-stations wereldwijd met een totaal van 16.585 Superchargers.

## Model S in Europa
Begin augustus 2013 is Tesla begonnen met de uitlevering van de eerste Europese Model S-auto's. Van het Model S werden er in Nederland in 2013 bijna 1.200 verkocht. In Noorwegen zijn er in 2013 in totaal 1.983 verkocht.

## 2016-facelift
In 2016 heeft Tesla het Model S een nieuw uiterlijk gegeven. Het duidelijkste is de verandering van de voorkant. Het Model S had geen zwarte plaat meer die een grille voorstelt. De koplampen werden led, voorheen Xenon. Ook is het HEPA-filter van het model X toegevoegd samen met een aantal andere kleine aanpassingen.

## 2021-facelift
In 2021 heeft Tesla de Model S vernieuwd. De chromen delen zijn zwart geworden. Het interieur heeft een facelift gekregen. Zo heeft de nieuwe Model S een horizontaal scherm en een gloednieuw stuur.